# 에콜 데 보자르

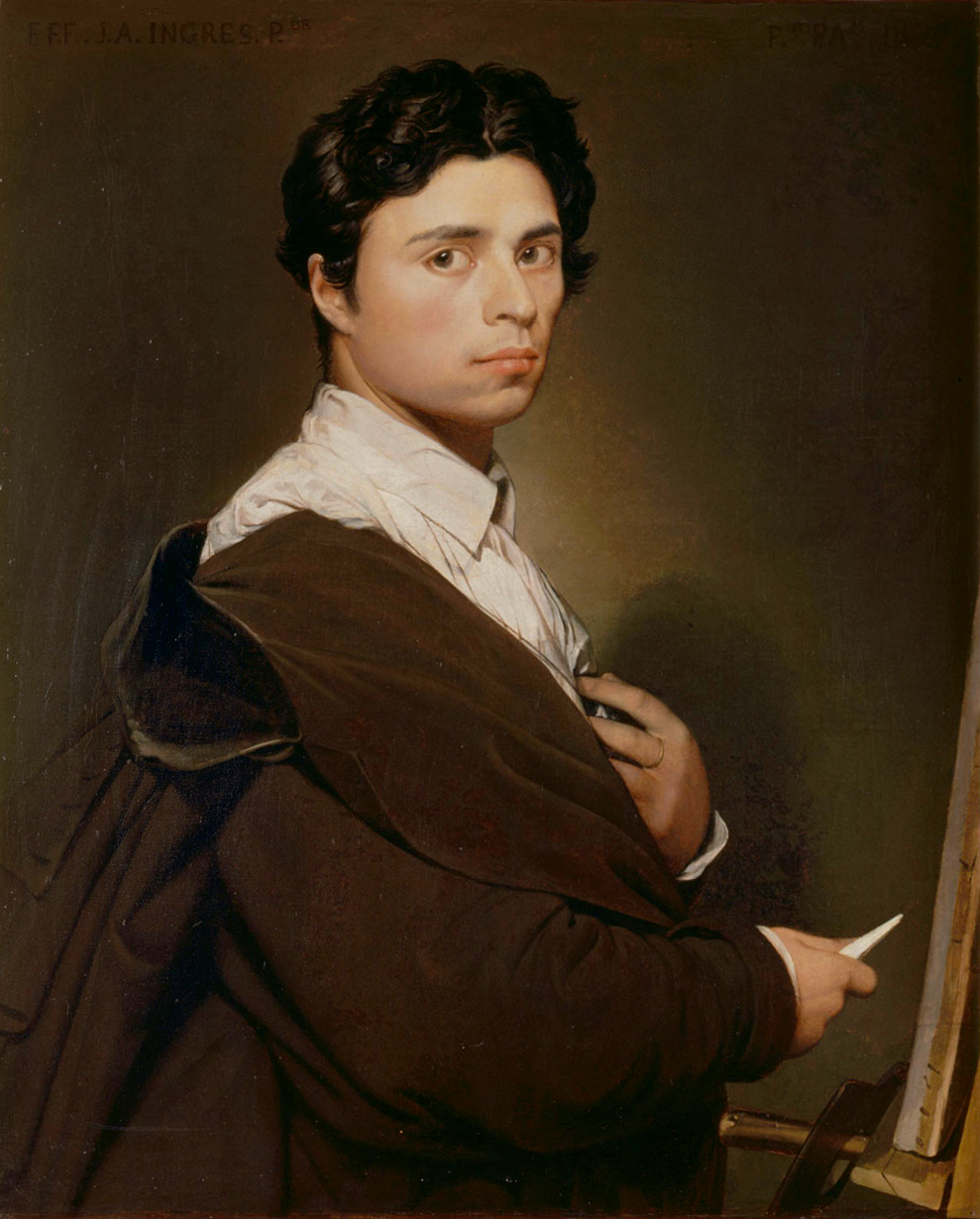
앵그르, 자화상

에콜 데 보자르(프랑스어: École des Beaux-Arts, 미술 학교)는 프랑스에 있는 몇 개의 영향력 있는 미술 학교들을 가리킨다. 가장 유명한 것은 에콜 나시오날 쉬페리외르 데 보자르(École Nationale Supérieure des Beaux-Arts, 국립 고등 미술 학교)로 현재 파리의 센강 좌안(Rive Gauche)에 위치하며, 루브르 박물관에서 센강을 가로질러 프랑스 파리 6구(6ème arrondissement)에 있다. 이 학교는 역사가 350년 이상 되었으며, 유럽의 많은 위대한 예술가들이 이 곳을 거쳐갔다. 보자르(Beaux Arts) 양식은 고전 고대를 본받았으며, 이러한 이상적인 형태를 보존하고 이 양식을 다음 세대에 물려주었다.
이 학교의 기원은 쥘 마자랭 추기경이 소묘, 회화, 조각, 판화, 건축과 기타 다른 매체에 재능을 가진 학생들을 교육하기 위해 프랑스 미술 아카데미를 세운 1648년으로 돌아간다. 루이 14세는 이 학교 졸업생들을 선발하여 베르사유 궁전의 왕실의 거주지들을 장식시킨 것으로 알려져 있다. 또한 1863년 나폴레옹 3세는 이 학교를 정부로부터 독립시키고, 이름을 "레콜 데 보자르(L'École des Beaux-Arts)"로 바꾸었다. 여성은 1897년부터 입학이 허가되었다.
교육과정은 "회화 조각 아카데미"와 "건축 아카데미"로 나뉘었으나, 두 프로그램은 모두 고대 그리스 로마 문화를 기반으로 하는 고전 예술과 건축에 주안점을 두었다. 모든 학생들은 소묘와 회화로 표현하는 단계에 들어가기 전, 기본적인 소묘 능력을 보여줄 필요가 있었다. 이것은 로마에서 공부하기 위한 모든 장학금이 상으로 수여되는 로마 대상(Grand Prix de Rome)의 공모전에서 정점을 이루었다. 입상하기 위한 세번의 시험은 거의 3달에 걸쳐 반복되었다.  보관됨 2007-12-15 - 웨이백 머신 유럽의 많은 유명한 예술가들은 이곳에서 훈련받았다. 몇 명의 이름만 나열하자면 제리코, 드가, 들라크루아, 프라고나르, 앵그르, 모네, 모로, 르누아르, 쇠라, 시슬레 등이 있다.

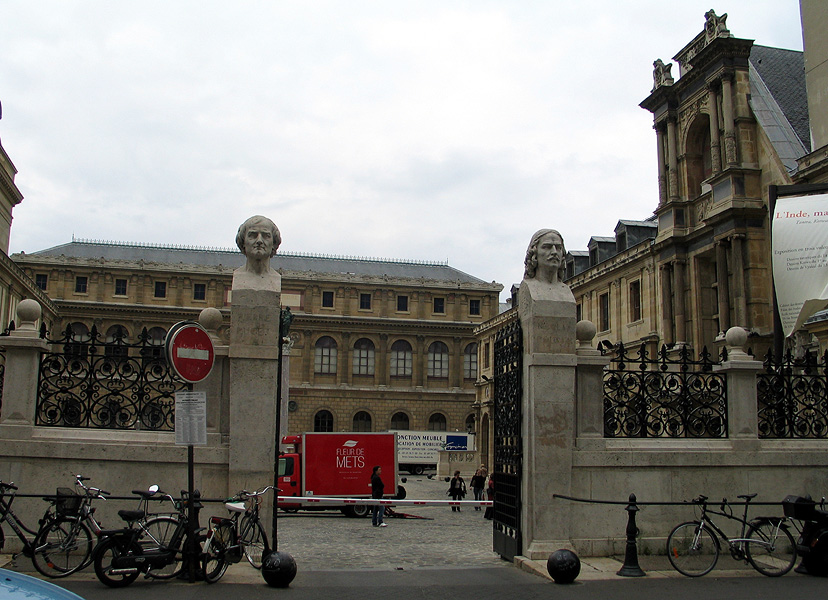
파리 국립 고등 미술학교(École Nationale Sup. des Beaux-Arts), 보나파르트 가(Rue Bonaparte)쪽 입구

파리 학교는 이름이 같은 20세기 초의 보자르 건축 운동의 발상지이다. 높은 수준의 수업과 교육의 최상의 표준을 정립한 것으로 알려진, 에콜은 전 세계의 학생들을 끌어당겼다. 미국의 학생들은 미국 건축 역사에 영향을 미치게 될 건물들을 설계하기 위해 돌아갔는데, 이 건물들은 보스턴 도서관(1888년~1895년 McKim, Mead & White 설계)와 뉴욕 공립 도서관 (1897년~1911년 Carrere 와 Hastings 설계)를 포함한다. 특히 프랑스에서는 건축을 전공한 졸업생들은 élève라고 불렸다.
건축학과는 1968년 5월 소르본에서 있었던 학생 파업 이후 에콜 데 보자르에서 분리되었다. 학교의 이름은 국립 고등 미술학교(École Nationale Supérieure des Beaux-Arts)로 바뀌었고 현재 500명 이상의 학생들이 현대적 추가사항이 덧붙여진 고전 예술들을 사진과 하이퍼미디어를 포함한 교육과정과 함께 배우고 있다.
위치:
- 파리(Paris): 파리 국립 고등 미술학교 (École Nationale Supérieure des Beaux-Arts) (Ensb-a)
- 파리 세르지(Paris Cergy): 파리 세르지 국립고등미술학교 ( École Nationale supérieure d'arts de Paris Cergy) (ENSAPC)
- 부르주(Bourges): 부르주 국립고등미술학교 (École Nationale des beaux arts de Bourges) (Ensa Bourges)
- 낭시(Nancy): 낭시 국립고등미술학교 (École Nationale des beaux arts de Nancy) (Ensad Nancy)
- 리모주( Limoges ):리모주 국립고등미술학교 (École Nationale supérieure d'art de Limoges) (Ensa Limoges)
- 리옹(Lyon): 리옹 국립고등미술학교 (École nationale supérieure des beaux arts de Lyon) (Ensba Lyon)
- 니스(Nice): 니스 국립고등미술학교 (Villa arson)(École Nationale supérieure d'art de la Villa Arson) (Ensa Nice)
- 디종(Dijon): 디종 국립고등미술학교 (École Nationale des beaux arts de Dijon) (Ensa Dijon)

위의 국립고등미술학교 이외에는 각 지방의 고등미술학교들(École supérieure d'art)이 있다.

## 둘러보기
- 예술 아카데미
- 그랑제콜